# Indialucia
Indialucia – album muzyczny wydany w 2005, łączący dwa style muzyczne: muzykę indyjską oraz flamenco. Nagrania powstały w latach 1999–2004, głównie w Indiach i Hiszpanii. Wzięło w nich udział wielu muzyków z obu kontynentów. Pomysłodawcą, producentem oraz szefem artystycznym nagrań jest Michał Czachowski.
Album Indialucia został laureatem nagród za najlepszą płytę 2005 roku: Wirtualne Gęśle oraz Folkowy Fonogram Roku oraz w lutym 2007 roku został nominowany do nagrody Fryderyk 2006.

## Wydanie amerykańskie
Indialucia 2007, Rasa Music

## Lista utworów
1. „Raag 'n' Olé” 5'22" (rumba)
2. „Nagpur” 4'08" (sevillanas/dhun)
3. „Herencia Hindú” 6'42" (solea por bulerias)
4. „Taliquete” 3'26" (jaleo)
5. „Mohabbat Ka Khazana” 5'16" (tangos/qawwali)
6. „Gujari Todi” 8'05" (raga)
7. „Kyabathe” 6'37" (bulerias)
8. „Indialucía” 2'15" (intro)
9. „Indialucía” 5'15" (zambra)
10. „Amanecer” 2'53" (martinete)[2]

## Muzycy
- Michał Czachowski – gitary flamenco, palmas oraz aranżacje
- Avaneendra Sheolikar – sitar
- Sandesh Popatkar – tabla
- Pierluca Pineroli – cajón, tabla, sabar, caxixi, trójkąt, konnakol, chórki
- Prasad Khaparde – śpiew
- Domingo Patricio – flet
- Giridhar Udupa – ghatam, morsing, konnakol
- Maria Pomianowska – sarangi
- Carlos Troya – zapateado, jaleo
- Sagar Jarel – dholak
- Yrvis Mendez – gitara basowa bezprogowa
- Tomasz Pala – fortepian
- Adam Głośnicki – gitara basowa
- Ireneusz Wyrobek – palmas
- Barbara Czachowska – chórki
- Kwartet smyczkowy orkiestry kameralnej Aukso:

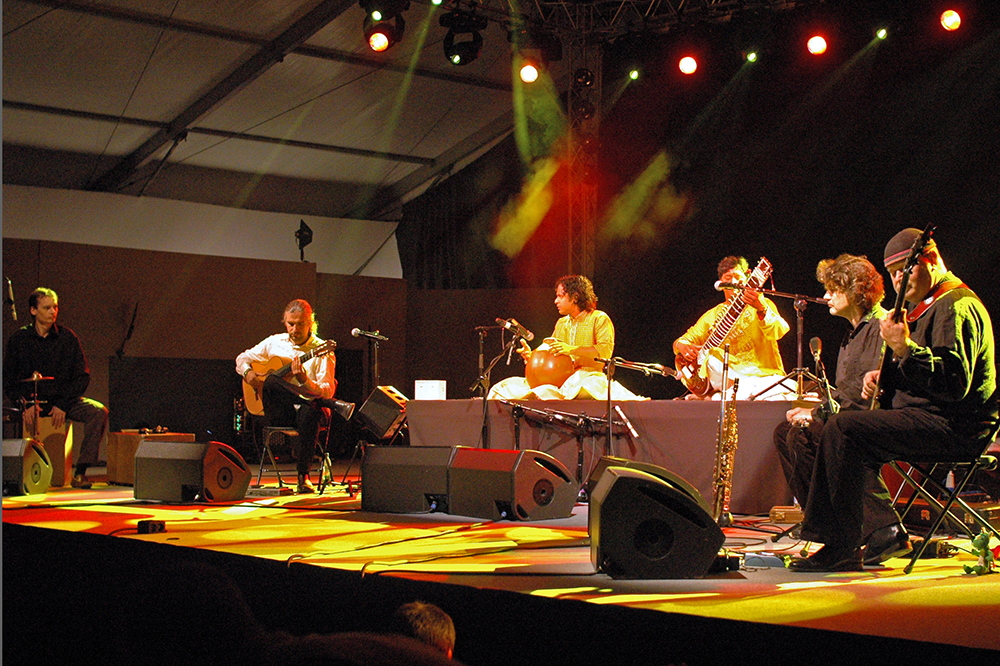
Muzyczny projekt Indialucia na scenie w Warszawie 2009

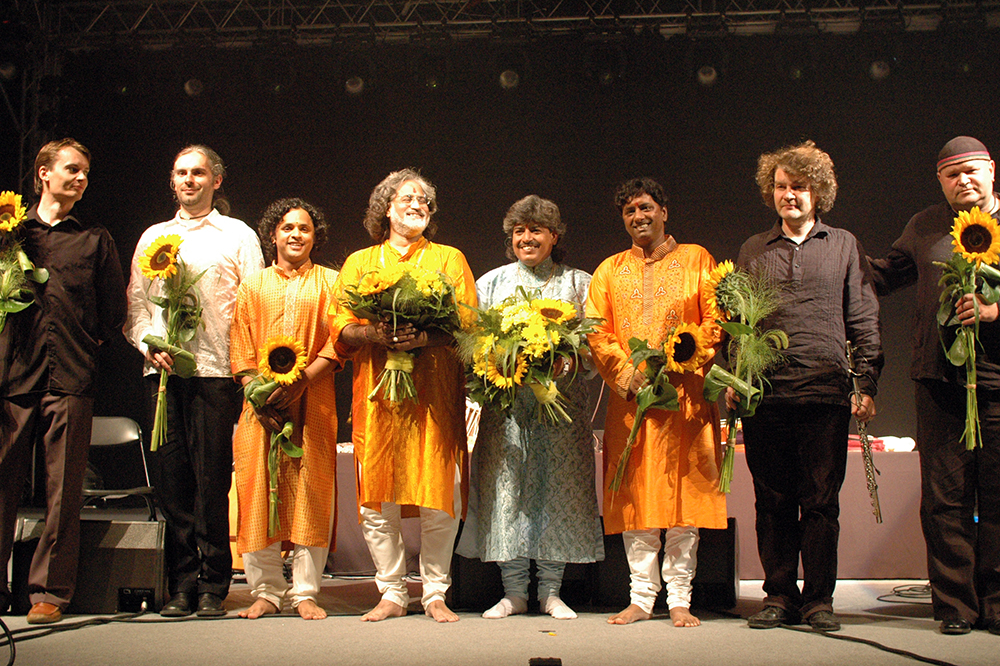
Indialucia na Festiwalu Skrzyżowanie Kultur, Warszawa 2009

  - Marta Huget-Skiba – skrzypce
  - Natalia Walawska – skrzypce
  - Anna Grzybała – altówka
  - Aleksandra Steczek – wiolonczela[3]

## Instrumenty
Gitara flamenco, Sitar, Tabla, Śpiew Hinduski, Cajón, Konnakol, Ghatam, Morsing, Sarangi, Dholak, Tanpura, Kanjira, Manjira, Flet, Caxixi, Zapateado, Palo de Agua, Djembe, Bombo, Yunque, Jaleo, Gitara basowa, Fortepian, Skrzypce, Altówka, Wiolonczela, Palmas, Shaker, Swarmandal, Gong...

## Miejsca nagrań
- Indie: Music Channel Digital Studio, Nagpur,inżynier dźwięku: Anand Kurekhar; P.K. Salve Academy of Music Studio, Nagpur, inżynier dźwięku: Mangesh Dhakde
- Hiszpania: D-LeY Studio, Madryt, inżynier dźwięku: Luca Germini
- Niemcy: Keusgen Tonstudio, Rees – Haldern, inżynier dźwięku: Klaus – Dieter Keusgen
- Polska: TR Studios, Warszawa, inżynier dźwięku: Tomasz Rogula; H.H. Poland, Gliwice, inżynier dźwięku: Jaroslaw Toifl[1]